# Эстонизация
Эстониза́ция (эст. eestistamine) — политика властей Эстонии, направленная на усиление позиций эстонского языка и культуры в общественной жизни страны, а также один из видов языковой и этнокультурной ассимиляции, выраженный в попытках распространения среди неэстонского населения эстонского языка с последующим принятием эстонского этнического самосознания. В настоящее время эстонизация непосредственно связана с процессом дерусификации.
С 1989 года политика эстонских властей направлена на обеспечение доминирования этнических эстонцев, эстонского языка и культуры во всех сферах общественной жизни, в результате чего создаются условия для ассимиляции некоренного населения Эстонии.
После восстановления независимости страны, с 1992 года в Эстонии проводится этноцентристская политика развития государства. Так, эстонский парламент отказался автоматически предоставлять гражданство приехавшим в Эстонию в советское время лицам и их потомкам, классифицировав их как «неграждан» и исключив из политической жизни страны (за исключением активного избирательного права на местных выборах).

## Предыстория
В Российской империи крупными национальными меньшинствами были немецкие и русские жители Эстляндии и Северной Лифляндии. Русское население не превышало 5 % от общей численности и представляло преимущественно военных и интеллигенцию. Доля немцев по переписи 1881 года составляла около 5,3 %. Также в регионе проживала небольшая часть шведов ещё со времён Шведского господства. На территории Эстляндской и Лифляндской губернии активно проводилась политика русификации.

### Эстония 1918—1940 годов
В Первой Эстонской Республике русские представляли в основном сельское население, в городах жили белоэмигранты и беженцы из Советской России (всего до 8 % населения).
В этот период была проведена компания по эстонизации имён и фамилий, которая в основном затронула эстонцев, ранее носивших немецкие фамилии и имена.

## Советский период Эстонии
В составе СССР доля русского и другого неэстонского населения резко возросла, достигнув почти 40 % ко времени распада Советского Союза, большая часть из них была занята в промышленности. В советский период языковая ситуация в Эстонии характеризовалась широким распространением эстонско-русского двуязычия и достаточно сильной позицией эстонского языка. Какие-либо формы государственной политики по ассимиляции эстонского населения, как и естественная ассимиляция эстонцев фактически отсутствовали.
В Эстонской ССР на эстонском языке развивались театр, литература, музыкальная культура, издавалась периодика, энциклопедические издания, функционировало радио- и телевещание. При этом эстонский язык был средством коммуникации для эстонцев, а русский — для существовавшего параллельно с эстонским русскоязычного сообщества. Политика миграции, как признаёт ряд исследователей, в СССР не ставила своей целью намеренной русификации, а тем более «этнических чисток, колонизации или других мер геноцида» в отношении коренного населения Прибалтики.
В то же время советская политика характеризовалась стремлением к построению гражданской идентичности (советского народа) на основе русского языка, и позитивной дискриминации коренного населения на их традиционной территории. Эта политика во многом стала причиной современной культурно-языковой политики Эстонии. Кроме того, события в 1940-х годов в Эстонии оценивается как оккупация государства и как следствие весь советский период считается нелегитимным, то есть Эстонская Республика де-юре не прекращала своего существования в 1940 году, а следовательно послевоенные переселенцы не могут быть автоматически признаны её гражданами. Также национально-демографическая структура Эстонии, сложившаяся в советский период, представляла определённую угрозу для сохранения и развития эстонского языка и культуры в республике.

## В современной Эстонии
После распада СССР и восстановления независимости Эстонии начался процесс формирования национального государства на основе эстонской культурной и языковой общности. Понятие гражданства в Эстонии стало равносильно понятию нации. В то же время большая часть населения прибывшая в республику в советский период и их потомков оказалась в статусе апатридов, так как власти расценивали присоединение Эстонии к СССР незаконным, отказывали в автоматическом получении гражданства для этих лиц. Для «неграждан» была сформирована система интеграции в единую культурно-языковую общность через процедуру натурализации, по которой требовалось изучить основы эстонского языка, историю и культуру. Нежелание становиться хотя бы двуязычным препятствует включению жителей этих государств в государственную нацию с получением соответствующих прав. В. А. Тишков называет подобную политику, проводимую также и в некоторых других странах постсоветского пространства, «политикой этнического исключения», или же, фактически ассимиляции или непризнания особого группового статуса национальных меньшинств.
По мнению В. А. Тишкова и В. В. Степанова, дискриминационная политика в отношении «неграждан» проводилась в Эстонии с целью вызвать массовый отъезд неэстоноязычные населения из страны. Но несмотря на проводимую нациольную политику страны «добровольной репатриации» меньшинств или их «политического сдерживания», неэстоноязычное население продолжает жить в стране и разделять общегосударственную лояльность, что вероятно является следствием сравнительно более благополучной экономической ситуации в странах Балтии. Тем не менее, несмотря на отсутствие массовой миграции русскоязычного населения, политика натурализации эстонского государства в какой-то мере удалась, так с момента восстановления независимости доля неэстонцев перешла в разряд численно сокращающегося меньшинства. Одним из результатов проводимой политики стал наметившийся в конце 1990-х годов в Эстонии (как и в Латвии), курс части так называемого русскоязычного населения на изучение официальных языков и намерение интегрироваться в местные гражданские сообщества, включая обретение гражданства. Для нынешнего поколения национальных меньшинств это означает существование в рамках «неассимилированного двуязычия и сохранения собственной культурной идентичности наряду с гражданской лояльностью». Хотя в целом полная ассимиляция эстонцами такой значительной по численности части населения, представляющей такие большие культуры, как, например, русская или украинская, вряд ли возможна в ближайшее время.

## Языковая ассимиляция
В результате государственной политики Эстонии процесс освоения русскими эстонского языка происходит достаточно энергично. Русский язык был определён как иностранный на уровне государства и на местном уровне (где носители русского составляют большинство). Дерусификации подверглись государственные учреждения, публичная сфера, сокращается число школ с преподаванием на русском языке, проводятся реформы, направленные на вытеснение русского языка из сферы образования. Постепенно русский язык становится языком преимущественно бытового общения. Тем не менее, русский язык и русская культура сохраняют сильные позиции. В 2004 году в Эстонии из 1,3 млн человек 0,5 млн активно владели русским языком.

## Эстонизированные имена
- Албрехт Альтма, при рождении Альбрехт Альтманн
- Николай Алумяэ, при рождении Николай Янсон
- Пауль Аристэ, при рождении Пауль Берг
- Велло Варе, при рождении Арсений Ушацкий
- Юри Варисте, при рождении Георг Варберг
- Густав Вильбасте, при рождении Густав Вильберг
- Юхан Каарлимяэ, при рождении Йоханн Карлсберг
- Тынис Кинт, при рождении Тынис Кинд
- Пауль Майтла, при рождении Пауль Матисен
- Керсти Мерилаас, урождённая Евгения Моорберг
- Юлиус Мягистэ, при рождении Юлиус Мяльсон
- Сулев Ныммик, при рождении Сулев Наби
- Йоханнес Орасмаа, при рождении Йоханнес Роска
- Кристиан Палусалу, при рождении Кристиан Троссманн
- Яан Раннап, при рождении Яан Райнбах
- Харальд Рийпалу, при рождении Харальд Райбах
- Айно Тальви, урождённая Айно Мюллер
- Руут Тармо, при рождении Харальд Рудольф Кляйн
- Карл Тарвас, при рождении Карл Тройманн
- Фридеберт Туглас, при рождении Фридеберт Михкельсон
- Николай Хельк, при рождении Николай Чистяков
- Херта Эльвисте, урождённая Херта-Марианне Брандт
- Каарел Ээнпалу, при рождении Карл Айнбунд
- Юри Ярвет, при рождении Георгий Кузнецов